# 小説 ウルトラマン
『小説 ウルトラマン』は、特撮テレビ番組『ウルトラマン』の、同作に企画段階から携わったメインライター金城哲夫によるノベライズ作品。

## 概要
1967年8月、ノーベル書房より『怪獣大全集3 怪獣絵物語ウルトラマン』のタイトルで刊行された。2002年9月、筑摩書房により表記のタイトルで文庫化。文庫版では同作者による『円谷英二物語』、また『ウルトラセブン』第1話・第42話・第48話・第49話のシナリオが共に収録されている。2014年3月には復刊ドットコムより『怪獣絵物語ウルトラマン』が復刻版として販売された。
ジュヴナイル向けの作品ではあるが、テレビ版ではあまり描かれることのなかったハヤタの心情が描かれる他、また企画段階のものと思われる設定や展開が取り入れられているなどの特色がある。

## あらすじ
科学特捜隊のハヤタ隊員が、ビートルによる宇宙パトロールを終えて、地球に帰還していた時、目の前に赤い光の塊と青い光の塊に遭遇する。スロットを全開にして二つの球を追いかけようとしたとき、赤い球に衝突して、竜が森に墜落してしまった。始めはどこにいるのか全く分からなかったが、意識があるにもかかわらず体が動かせないという不思議な現象を体験して、M78星雲の宇宙人と出会う。M78星雲人はハヤタに一部始終を語り、ハヤタと一心同体となる。以後青い球の正体、ベムラーとの対決に挑むが、ベムラーの凶暴性に科特隊も悪戦苦闘し、絶体絶命の大ピンチにたたされ、ハヤタは潜水艇S16号に閉じ込められてしまい脱出できなくなってしまう。何か穴を開けるものはないかと探したが、それなるものは何も無く、ベムラーが悠々と接近してくる。ハヤタの命、これ風前の灯かと思われたその時、ハヤタはM78星雲人から与えられたフラッシュビームを何気なくかざした。すると、銀と赤に輝く宇宙人に変身し、圧倒的な力で見事ベムラーを撃退する。駆けつけた科特隊に宇宙人を紹介し、アラシの「さっきはウルトラに強かったなあ」の言葉をヒントにウルトラマンと名づける。以後怪獣が現れるたびに、フラッシュビームをかざすとウルトラマンとなって地球を守っていくのであった。陰で、何者かが、彼の命を狙っているとも知らずに……

## 書誌情報
『怪獣大全集3 怪獣絵物語ウルトラマン』
1967年8月、ノーベル書房
『小説 ウルトラマン』
2002年9月、ちくま文庫、ISBN 978-4480037596
『円谷英二物語』ならびに『ウルトラセブン』脚本を併録。
『怪獣大全集 復刻版 3 怪獣絵物語ウルトラマン』
2014年3月19日、復刊ドットコム、ISBN 978-4835449821

## テレビ版との差異
本書では、テレビ版では不明瞭だった描写が明らかにされているのみならず、設定上の差異も多い。以下に例を挙げる。
- テレビ版では「ウルトラマンの太陽エネルギーは地球上では急激に消耗する」という設定だったのに対し、小説では太陽エネルギーではなく光の国のエネルギーが力の源とされている。
- 変身する際に焚かれるフラッシュビームは、3分間の活動に値するエネルギーしか作ることが出来ない。
- カラータイマーが青を保っているのは3分間で、それを過ぎると黄色に変わり、暫くすると赤くなって点滅を始めるとされており、実際は3分以上戦っても若干大丈夫とされている。

また、本作品においては、スペシウム光線ではなく八つ裂き光輪こそがウルトラマン最強の必殺技という設定で、「この八つ裂き光輪は如何なる宇宙人や怪獣といえども、全く防ぐことが出来ないという恐ろしい武器だったので、ウルトラマンは使うことを控えに控えてきたのだ」と文中で言及されており、想像を絶するほどの威力を秘めていることを窺わせる。
その他、テレビ版では運命の成り行きであるかのような形で物語を運んでいるのに対し、小説版においては前半部は主にハヤタのウルトラマンとしての自分と人間としての自分の間で葛藤を抱きながら、力の限り怪獣たちに挑んでいく形で進行し、後半部からはいつウルトラマンが倒されるとも限らないような緊迫感を湧かせるサスペンス的な形で物語が進んでいくという特色がある。

## 登場人物
ハヤタ
国際科学警察機構日本支部隊員。科特隊養成所へ高校卒業時に入所し、五十人中四人の卒業者の中で、すべての訓練を見事にトップでこなしたエリート隊員。過去よりも未来に目を向けているせいか、宇宙冒険に憧れる25歳の熱血漢。ウルトラマンとの初遭遇において、最初は自分の気が狂ったのではないかと勘違いしたり、ウルトラマンと一体となったことに誇りを感じていることも多々あり、仲間からノイローゼになったかと思われたりする。反対にウルトラマンになることに違和感を持っていたり、ふてくされればウルトラマンなんかになるもんかと言い放ったりするなど、テレビ版と違い、かなり個性のある感情豊かな主人公像として描かれている。
イデ
ハヤタの一年後輩で、兵器開発を得意とする。唯一の欠点は慌てものであること。怪獣が現れれば、必ずと言っていいほど自作の新兵器を用意しているので、その発明熱に仲間も呆れているほどだが、科学的な才能においてはNo.1であり、頼りにされている。ウルトラマンをライバル視しており、戦闘時にはウルトラマンと怪獣退治競争を繰り広げている。
アラシ
ハヤタの一年先輩で、科特隊きっての怪力の持ち主。ガンさばきにかけては、彼の右に出るものはいない。年一回の科特隊ガンコンクールで連続三年も優勝している。生まれ年が猪で、なんでも一番乗りになろうとする。
ムラマツ
日本支部隊長。みんなからはキャップと尊敬されている一方、イデからはいつも冷徹な人と絡まれる。ハヤタとウルトラマンが同一人物である事実にいち早く感づいている描写がある。
フジ
指令用無線装置による通信係を務めている、科特隊の紅一点。真珠を食らうガマクジラに「一つでもいいから真珠を返して」と懇願するなど、女性らしい一面も見せる。
岩本博士
科特隊の頭脳と呼ばれる男。ムラマツから信頼されている。

## 登場怪獣・宇宙人
ウルトラマン
M78星雲の宇宙人にして宇宙警備隊員。脱走したベムラーを追って地球にきて以来、ハヤタと一体化して、地球のために戦うヒーローとなる。
宇宙怪獣 ベムラー
第一の敵。青い球の正体。長旅から竜が森で休んでいたが、ウルトラマンに敗れて怪獣墓場に護送された。
宇宙忍者 バルタン星人
地球侵略を謀ったが、科特隊によって阻止されて、ウルトラマンと戦う。
後に生き残りが宇宙人たちの第二攻撃として科特隊を絶体絶命の危機に陥れ、ウルトラマンにリベンジマッチを挑み壮烈な死闘を繰り広げる。
古代怪獣 ゴモラ
大阪への空輸中に逃げ出し、ウルトラマンと激戦を繰り広げる。後にジェロニモンにより復活するも、ムラマツたちにより倒される。
どくろ怪獣 レッドキング
地球最強の怪獣。水爆を飲み込んでいるため、ウルトラマンと科特隊を苦しめる。後にジェロニモンにより復活、ピグモンを殺されたことで奮起したイデにより倒される。
彗星怪獣 ドラコ
ツイフォン由来の宇宙怪獣。ツイフォン飛来の時に地球に降り立ち、ギガスと死闘を繰り広げるも、レッドキングにあえなく屠られる。
友好珍獣 ピグモン
ヒマラヤの雪山に出没。科学特捜隊やウルトラマンを守るためにレッドキングに挑み命を落とすが、後にジェロニモンにより復活、怪獣総攻撃をいち早く科特隊に忠告する。
冷凍怪獣 ギガス
突如ヒマラヤの雪山に現れ、青白い光線でジェットビートルを墜落させる。着陸したドラコと戦う。
黄金怪獣 ゴルドン
2匹で室生山の町を全滅させ、金を食べていた。科特隊と一戦交えてベルシダーを吹っ飛ばす。
汐吹き怪獣 ガマクジラ
真珠を食べつくして、辺りを襲う。科特隊とウルトラマンのタッグと激闘を展開する。
本編で描かれた「ウルトラマンがハヤタと同じ個所を負傷し、それをムラマツとアラシが不審がる」というのはシナリオには存在したものであり、一部撮影されている（ウルトラマンの怪我のシーンのスチールが現存する）。
悪質宇宙人 メフィラス星人
他の宇宙人を集めて、地球とウルトラマンへの攻撃会議を開く。その第一攻撃として人類の心に挑戦し、地球を我が物にしようと目論む。
ウルトラマン攻撃対策会議
邪魔なウルトラマンを排除して地球を手に入れるべく、メフィラス星人が招集した宇宙人たち。『怪獣絵物語ウルトラマン』の挿絵ではクラゲのような外見の者や、一本角の怪獣のような宇宙人の他、ザラブ星人とダダが描かれており、文中ではザラブ星人がウルトラマンに倒されたことが語られている。
ダダがメフィラス星人や他の宇宙人と共に登場するシナリオは「禁じられた言葉」の初期脚本において考えられていたもの。
奇妙な宇宙人
地球とウルトラマンへの第三攻撃として、自身の星に生息するジェロニモンによる怪獣総攻撃を提案する。
怪獣酋長 ジェロニモン
本作品では宇宙怪獣の設定で、奇妙な宇宙人が自身の星より引き連れた。レッドキングとゴモラを蘇らせ、ウルトラマン抹殺を謀る。
レッドキングとゴモラを蘇らせるシナリオは「小さな英雄」の初期脚本において考えられていたもの。
正体不明の不気味な宇宙人
恐らくゼットン星人と思しき宇宙人（小説の発売当時「ゼットン星人」の名称はまだ決まっていない）。相次ぐ作戦失敗で意気消沈するメンバーに打倒ウルトラマンと科学特捜隊を宣言し、最終作戦として地球に向かう。
宇宙恐竜 ゼットン
最後の敵にして宇宙最強の怪獣。科特隊兵器を寄付けず、全ての戦法、必殺光線を封じ、ウルトラマンを生涯最大の危機に陥れる。
宇宙警備隊員　ゾフィ
ウルトラマンと同じM78星雲の宇宙人。2つの命を持って、ゼットンに倒されたウルトラマンを迎えにやってくる。

## ウルトラマンの必殺技
並びは威力の強い順。
八つ裂き光輪ウルトラ・スラッシュ
ウルトラマン最強の必殺技。スペシウムエネルギーを円いカッター状にして敵に投げつけ、真っ二つにしてしまう。
スペシウム光線
怪獣を一撃で粉々にするという恐ろしい威力を持っている。両手を十字に組んで放射させる。